# Toro, Zamora
Toro este un orășel din provincia Zamora, Spania. El avea în anul 2013 o populație de 9421 locuitori.

## Date geografice
Toro se află amplasat la altitudinea de 740 m, pe platoul care este traversat de râul Duero. Localitatea se află la cca. 35 km vest de orașul Zamora.

## Economie
Regiunea din jurul orașului este compusă în mare măsură din terenuri agrare, unde un loc important îl ocupă podgoriile.

## Istoric
Descoperirile arheologice au dovedit, că regiunea era locuită deja de celți, care au fost ulterior sub ocupație romană. Au urmat în regiune o serie de războaie purtate pentru ocuparea tronului Castiliei. După o perioadă de înflorire a urmat în timpul războaielor religioase dintre catolici și protestanți o perioadă de decădere.

## Personalități marcante
- Juan Pardo de Tavera (1472–1545), cardinal și mare inchizitor
- Jesús López Cobos (n. 1940), dirijor
- Antonio Herrezuelo (1513-1559), martir

1. ↑  Nomenclátor Geográfico de Municipios y Entidades de Población (20240402 edition)
2. ↑   https://ssweb.seap.minhap.es/REL/ Lipsește sau este vid: |title= (ajutor)
3. ↑   https://www.aemet.es/es/eltiempo/prediccion/municipios/toro-id49219 Lipsește sau este vid: |title= (ajutor)
4. ↑   https://www.worlddata.info/europe/spain/timezones.php, accesat în 5 mai 2025 Lipsește sau este vid: |title= (ajutor)